# Rikiya Kawamae
Rikiya Kawamae (jap. 川前 力也, Kawamae Rikiya; * 20. August 1971 in der Präfektur Kagawa) ist ein ehemaliger japanischer Fußballspieler.

## Karriere
Kawamae erlernte das Fußballspielen in der Schulmannschaft der Takamatsu Commercial High School. Seinen ersten Vertrag unterschrieb er 1990 bei Yanmar Diesel (heute: Cerezo Osaka). Der Verein spielte in der höchsten Liga des Landes, der Japan Soccer League. Am Ende der Saison 1990/91 stieg der Verein in die Division 2 ab. 1994 wurde er mit dem Verein Meister der Japan Football League und stieg in die J1 League auf. 1994 erreichte er das Finale des Kaiserpokal. Für den Verein absolvierte er 111 Spiele. 1998 wechselte er zum Zweitligisten Sagan Tosu. Für den Verein absolvierte er 203 Spiele. 2004 wechselte er zum Ligakonkurrenten Mito Hollyhock. 2005 wechselte er zum Drittligisten ALO's Hokuriku. Ende 2006 beendete er seine Karriere als Fußballspieler.

## Erfolge
Cerezo Osaka
- Kaiserpokal

Finalist: 1994